# چارلی هارتفیلد
چارلی هارتفیلد (انگلیسی: Charlie Hartfield؛ زادهٔ ۱۴ سپتامبر ۱۹۷۱) فوتبالیست اهل بریتانیا است.
از باشگاه‌هایی که در آن بازی کرده‌است می‌توان به باشگاه فوتبال آرسنال، باشگاه فوتبال لینکولن سیتی، باشگاه فوتبال شفیلد یونایتد، باشگاه فوتبال سوانزی سیتی، باشگاه فوتبال ایلکستون، و باشگاه فوتبال فولام اشاره کرد.